# Addolorata (nome)
Addolorata  è un nome proprio di persona italiano femminile.

## Varianti
- Ipocoristici: Dolorata[2]
- Maschili: Addolorato[1]

## Origine e diffusione

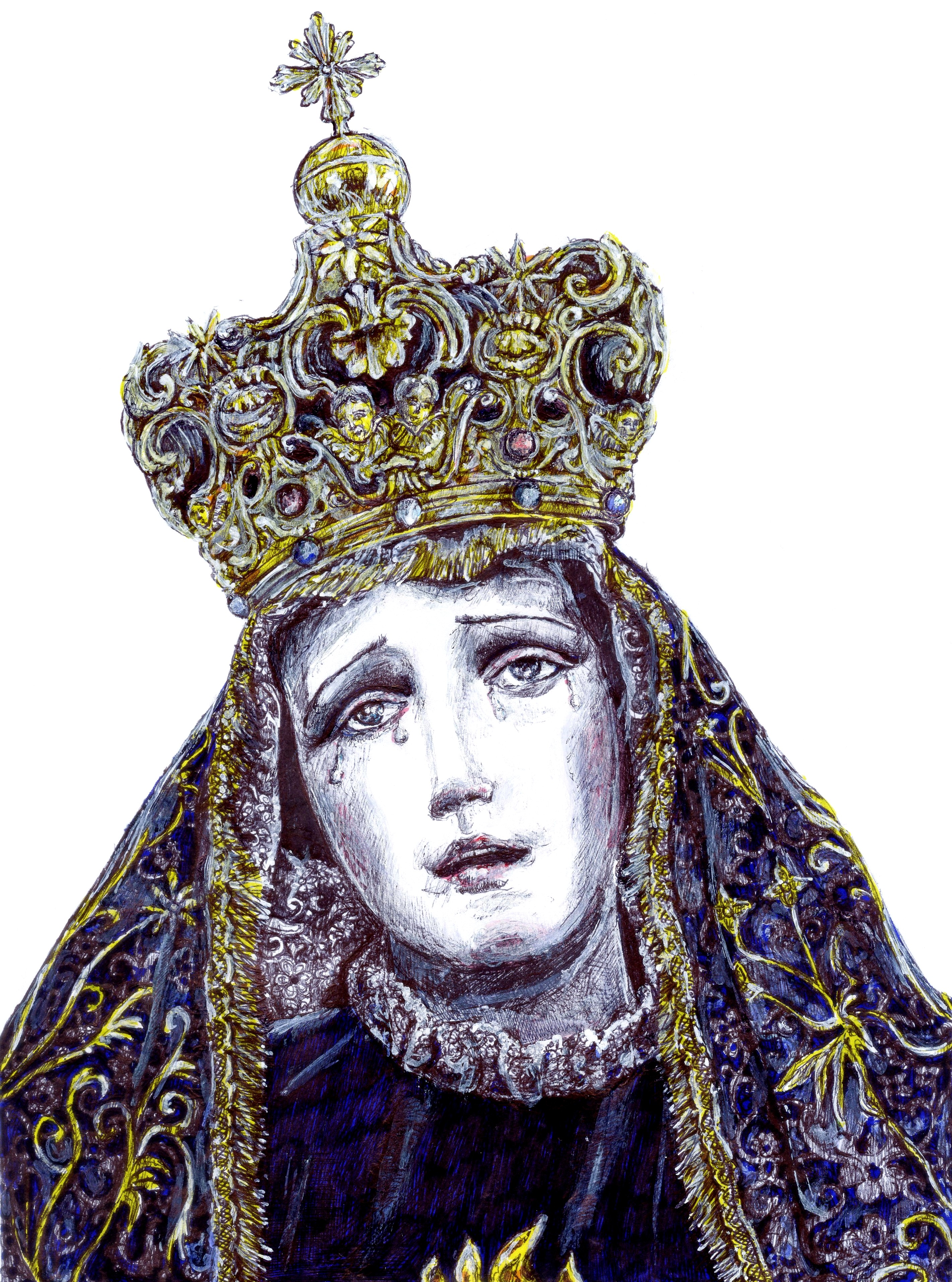
Addolorata, Madonna dei sette dolori

Si tratta di un nome tipicamente cristiano, affermatosi soprattutto dal XIII secolo, dal significato ben evidente (letteralmente "addolorata"): riflette il culto di Maria Santissima Addolorata o "dei Sette Dolori" (in latino Mater Dolorosa), un titolo con cui la Madonna è ampiamente venerata in tutta Italia. Fa parte quindi di quell'ampia gamma di nomi italiani ispirati al culto mariano, fra i quali si ricordano anche Nives, Consolata, Rosario, Catena e Sterpeta; è inoltre corrispondente al nome spagnolo Dolores.
Riguardo alla sua diffusione in Italia, è più frequente nel Sud, in particolare in Puglia, Campania e Basilicata.

## Onomastico
L'onomastico viene festeggiato il 15 settembre in ricordo della Beata Vergine Maria Addolorata.